# سينارة سوداء الساق
سينارة سوداء الساق (الاسم العلمي: Cinara nigripes) هي نوع من الحشرات تتبع جنس السينارة من فصيلة المنية.